# Sparreholms slott

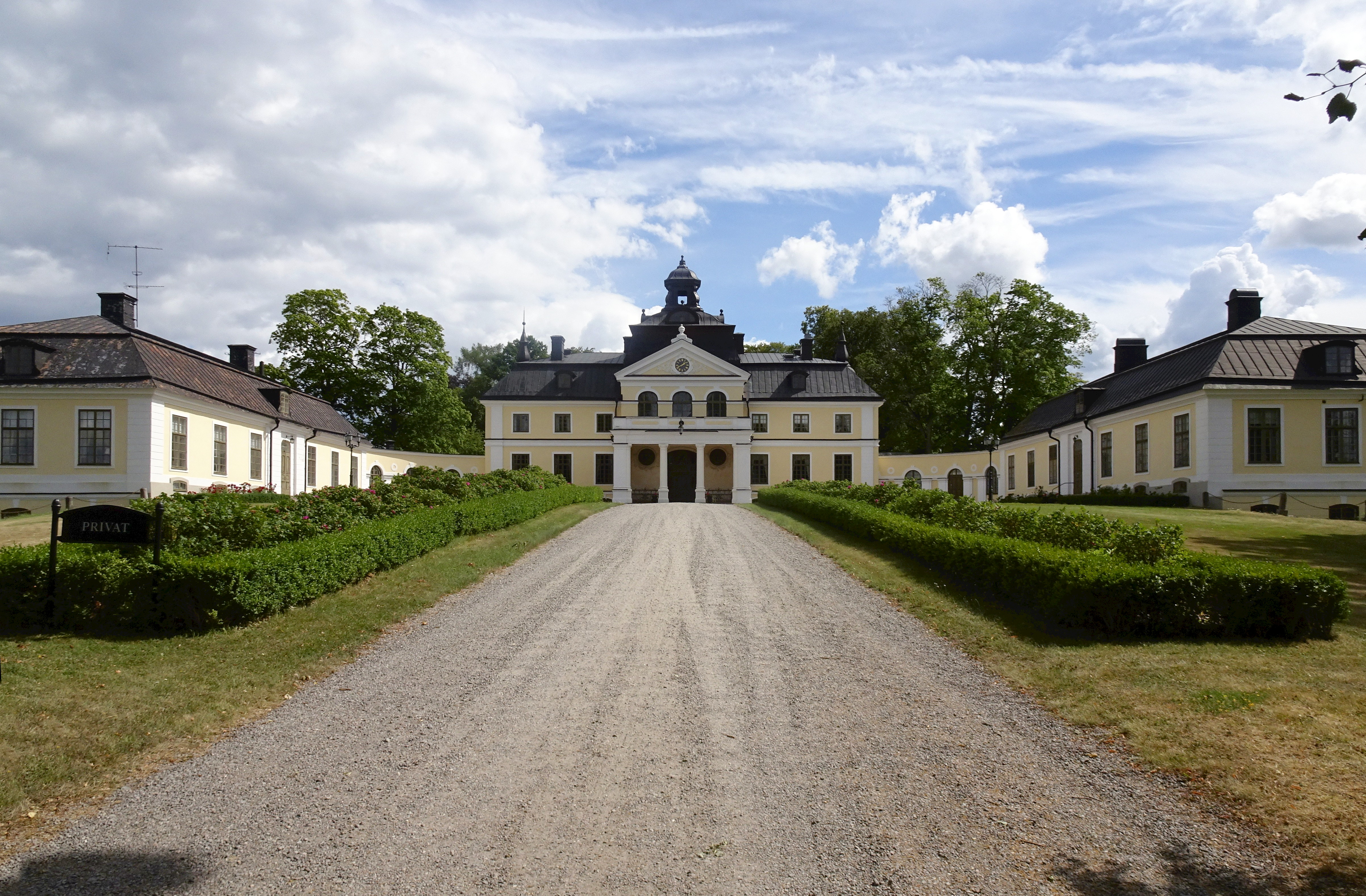
Sparreholms slott med arkader och flyglar, 2017.

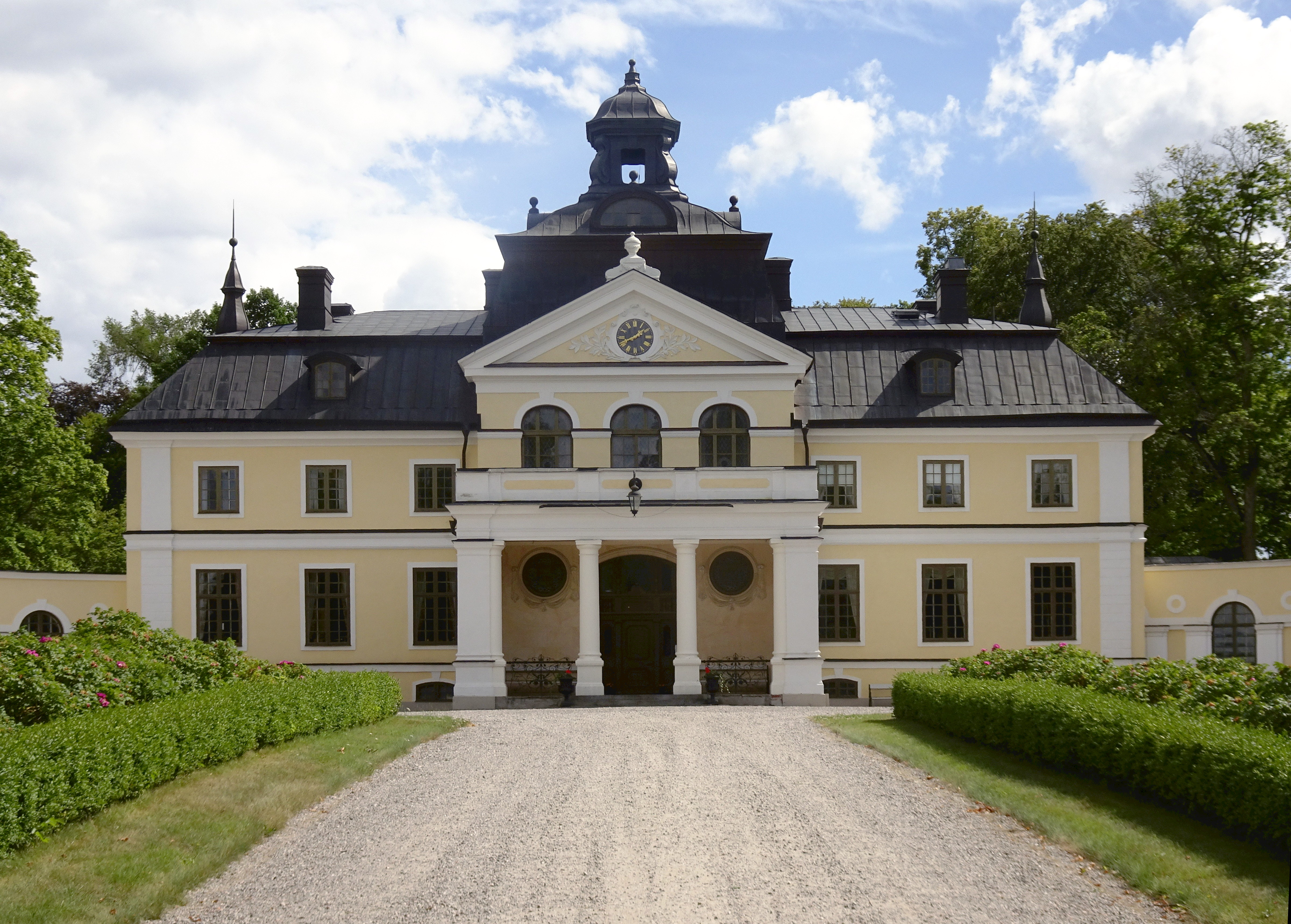
Sparreholms slott, huvudfasad.

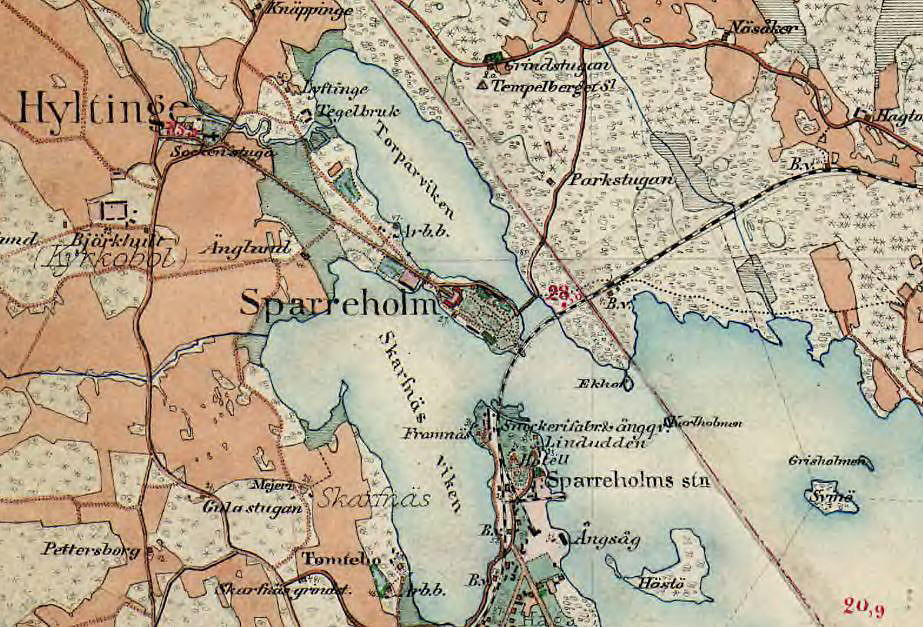
Sparreholm omkring 1900.

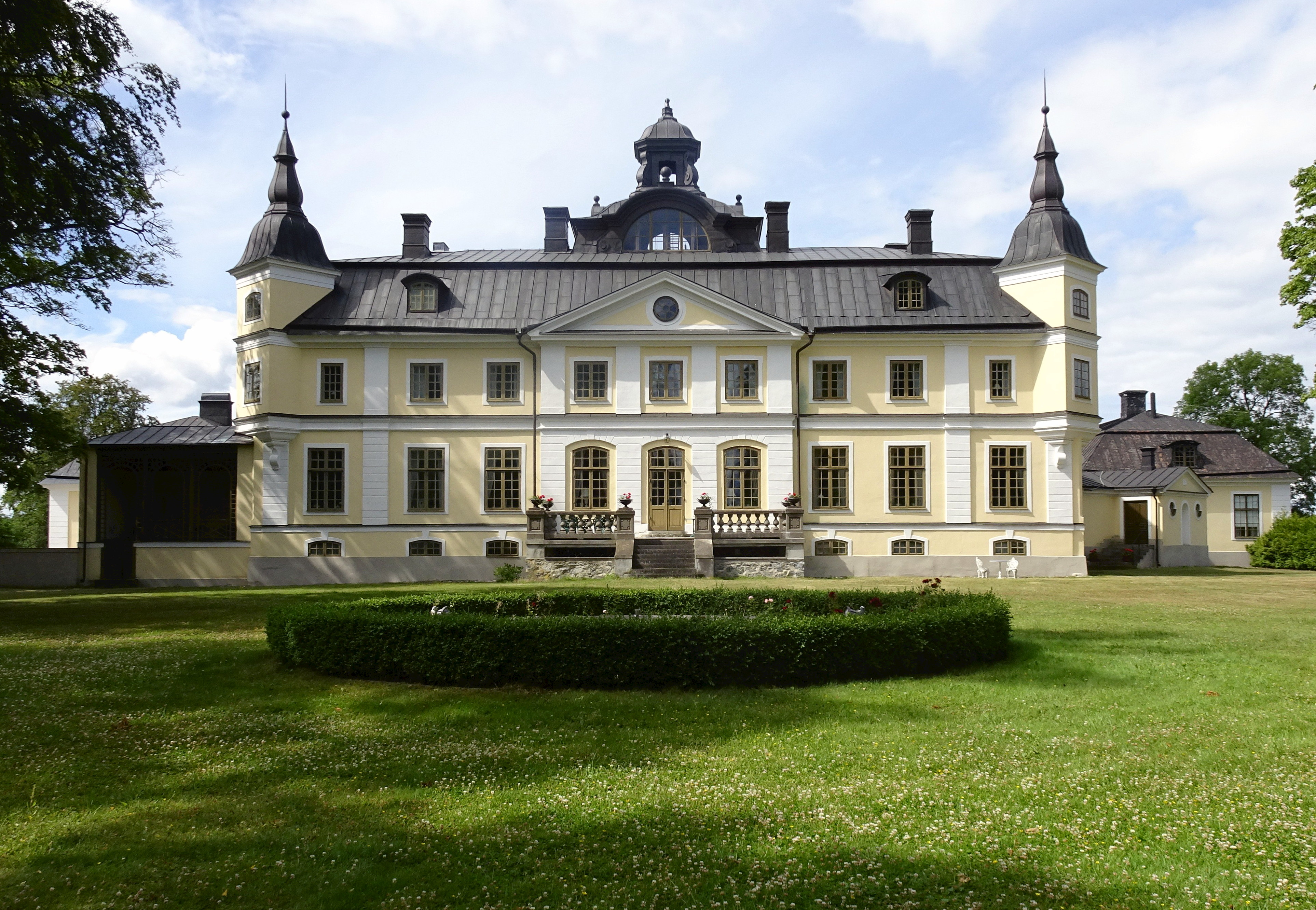
Sparreholms slott, fasad mot parken.

Sparreholm är ett slott i Hyltinge socken i Flens kommun i Södermanland.

## Allmänt
Godset är beläget strax utanför järnvägssamhället Sparreholm i Hyltinge socken. Sparreholms slott ligger vid Hyltingeviken av Båven, och hör till ett av Södermanlands förnämsta herresäten. Huvudbyggnaden är uppförd i två våningar, genom svängda gångar (arkader) förenat med låga envåningsflyglar. Den fick sitt nuvarande utseende på 1890-talet enligt ritningar av arkitekten Johan August Westerberg. På slottet finns ett bilmuseum.

## Historia
Sparreholm, som redan 1634 var säteri under namn av Hyltingenäs, uppkallades 1643 efter sin ägare, landshövdingen Göran Bengtsson Sparre till Rossvik. Eftersom han var gift med en ofrälse, fick hans änka och barn inte behålla hans frälsegods efter hans död. Sparreholm tillföll hans avlidne bror Johans änka och barn och tillhörde deras ättlingar fram till år 1757. Det inköptes då av änkegrevinnan Ulrika Charlotta De Geer, som lämnade det till sin andre man, översten (sedan generalen) friherre Johan Vilhelm Sprengtporten. Han utvidgade Sparreholm till det stora gods det sedan varit. 
Han lät även uppföra en solid och ståtlig huvudbyggnad och stora ekonomibyggnader samt börja skapandet av omfattande parkanläggningar, som fullbordades av efterträdaren, före detta överståthållaren friherre Jakob Vilhelm Sprengtporten. Vid dennes död år 1875 ärvdes Sparreholm av hans dotterdotter Ulla Strömfelt, gift med överkammarherren Gustaf Herman Celsing. 
År 1886 såldes Sparreholm till greve Gustaf Fredrik Bonde och 1893 till kammarherren Emil Dickson som lät bygga om slottet efter ritningar av arkitekten Johan August Westerberg. Hans dotter Ann gifte sig med Welam Wachtmeister. Emil Dickson avled 1950 och Ann ärvde Sparreholm men bodde inte där och en nedgångstid för slottet följde. 1980 sålde döttrarna Margareta och Mari-Ann slottet till ett institut för ekonomisk forskning. Sedan 1996 ägs Sparreholms slott av familjen Karinen från Skellefteå, grundare till Karolin Invest.

## Museiverksamhet

### Bilmuseet
Sparreholms bilmuseum finns i en separat hallbyggnad öster om slottet. Museet visar bilutvecklingen från slutet av 1800-talet fram till idag. För närvarande finns cirka 60 veteran- och klassiska bilar i hallen, bland annat en Mercedes 540K, från 1936, som ägts av prins Gustaf Adolf. I samlingen finns även en Cadillac V8 Series 75, Fleetwood Sedan, från 1939, som ägts av Gustav V. Bilen med kungen och ett jaktsällskap hamnade 1946 på hemvägen från Tullgarns slott i ett vattenfyllt dike intill Gamla Södertäljevägen i Segeltorp. Händelsen är bakgrunden till namnet på området Kungens kurva.
I bilmuseets samlingar märks även förre statsministern Per Albin Hanssons Chevrolet, Master Deluxe, Town Sedan, 1938. Bilen köptes av Hansson 1938 och ägdes av honom fram till sin död 1946.

### Vagnsmuseet
I vagnsmuseet, som ligger på Sparreholms slott hästcenter, kan man se ett stort antal giggar, trillor, åkvagnar och bruksföremål som hör till vagnar och hästar. Samlingen omfattar ett femtiotal vagnar och slädar från slutet av 1700-talet och fram till 1940-talet.

### Bilder, bilmuseet

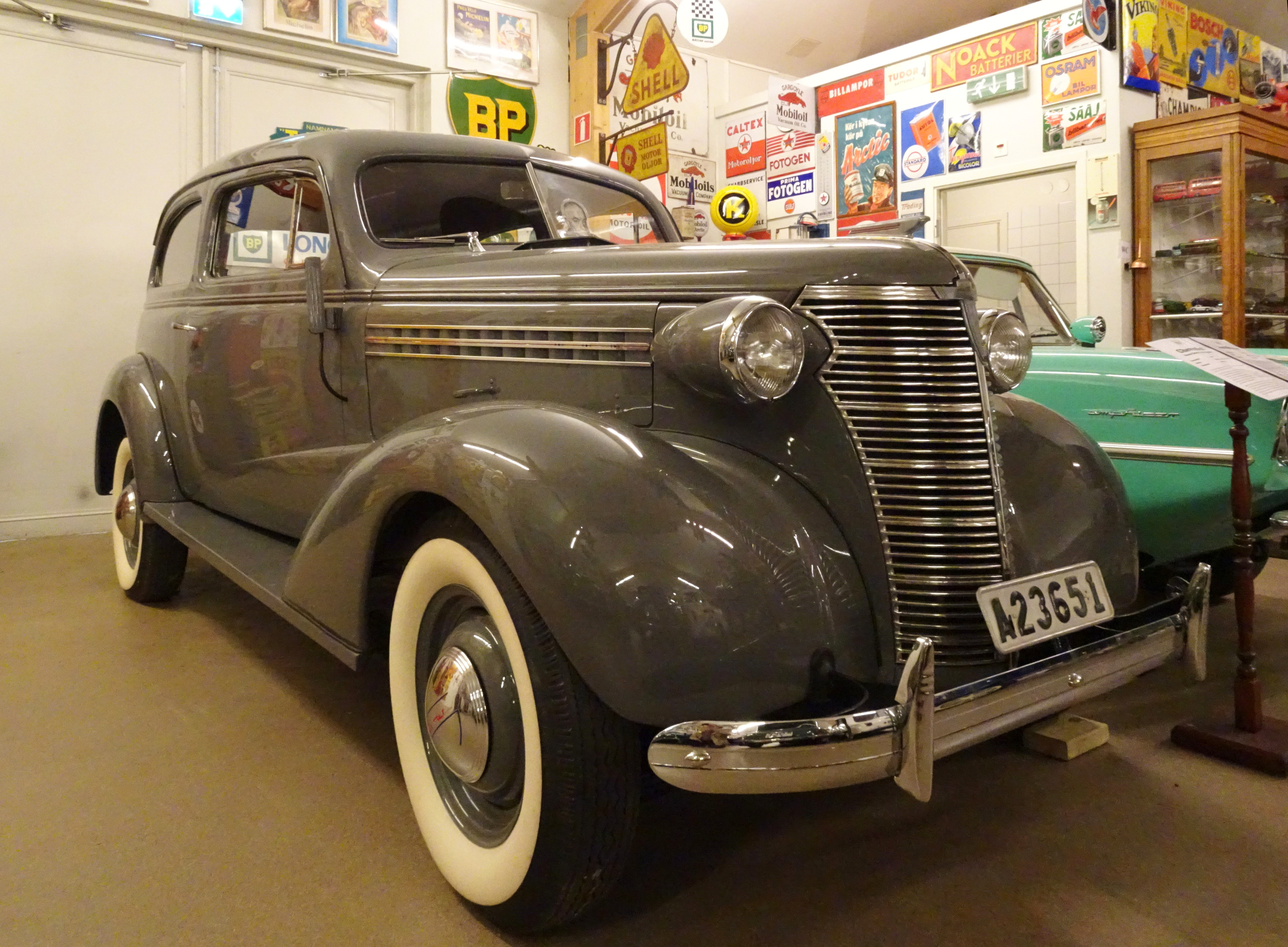
"Per Albin Hansson-bilen"
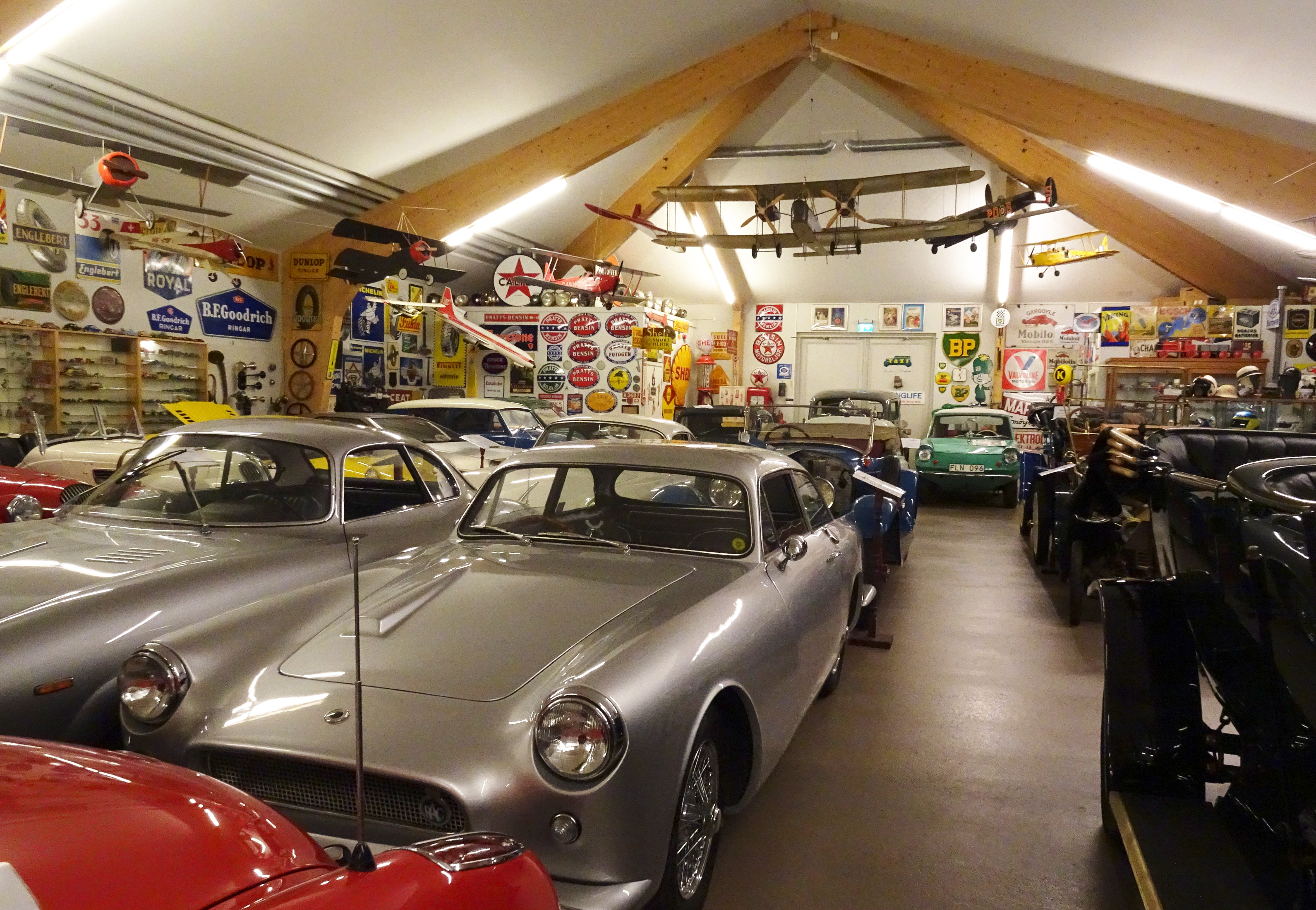
Utställningshallen
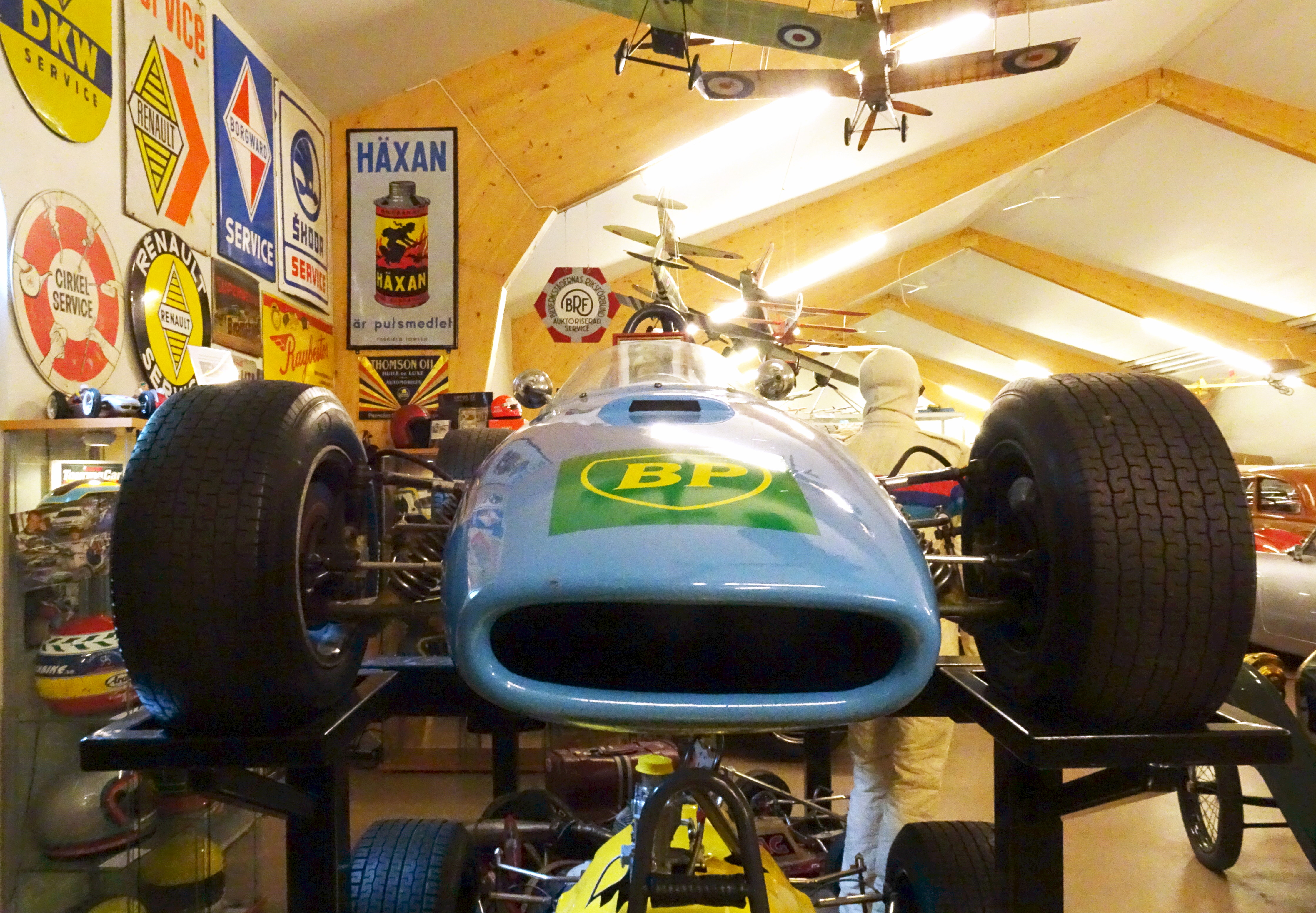
Ronnie Petersons "Swebe F3"
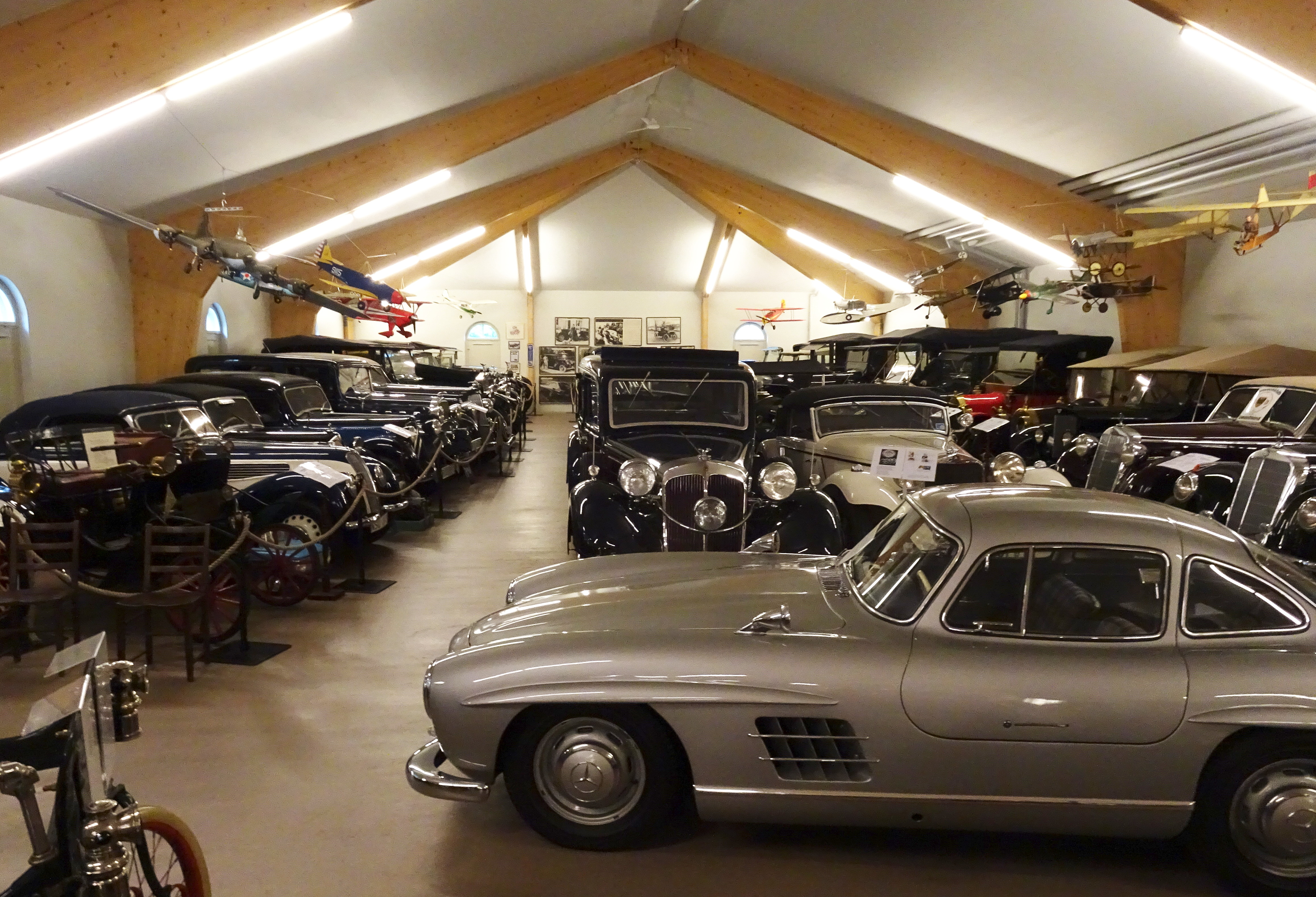
Utställningshallen
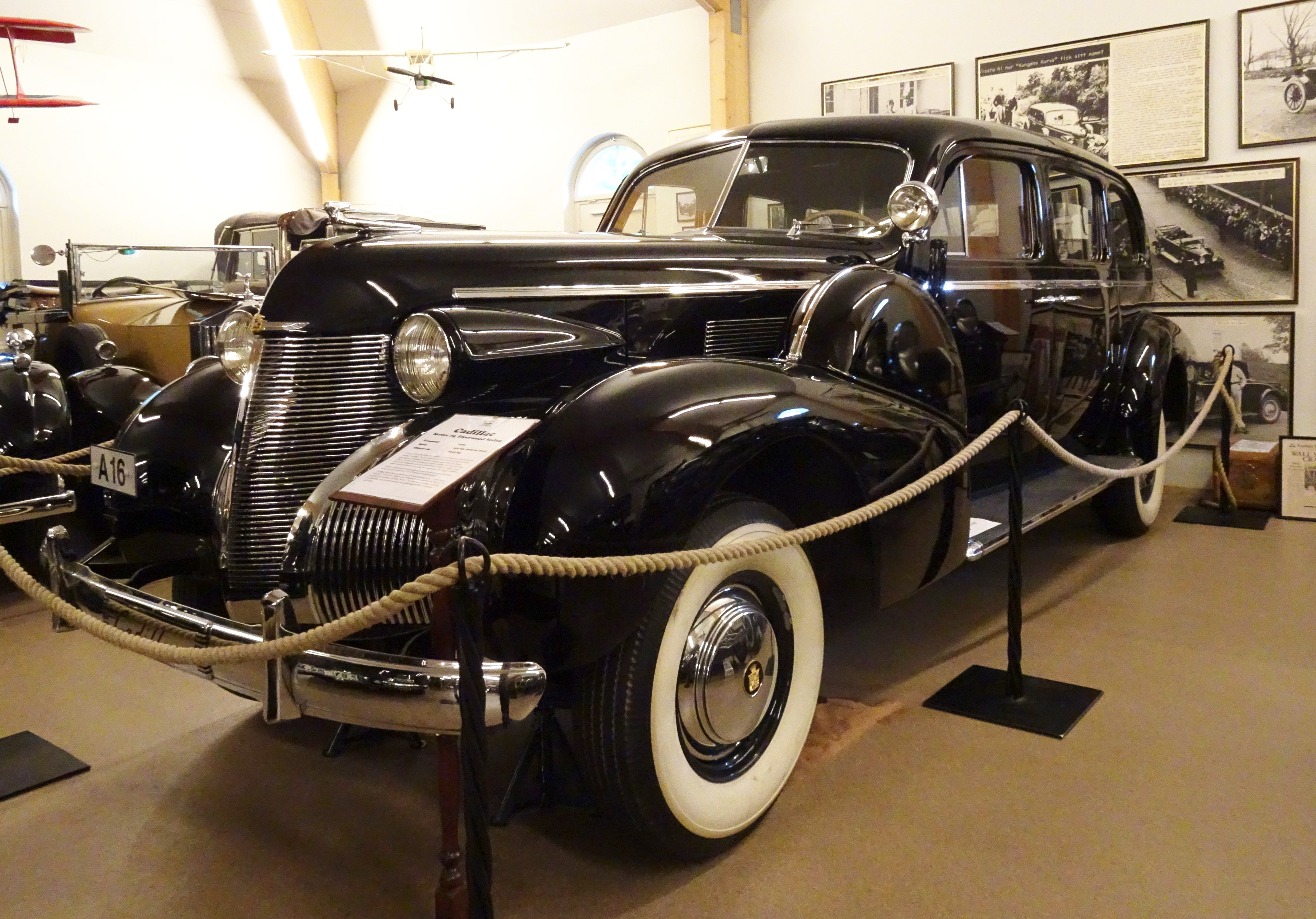
"Kungens kurva-bilen"